# Cat Music
Cat Music es un sello discográfico rumano fundado en 1991 en Bucarest. Cat Music trabaja principalmente con artistas rumanos, entre ellos estrellas como Andreea Bănică o Elena Gheorghe, y cuenta con el 65% del mercado en Rumanía.Tiene licencia de distribución en Rumania de EMI y Ministry of Sound.
Recientemente Cat Music ha creado un sello discográfico para España llamado Cat Music Spain.

## Artistas
- Andreea Bănică
- Ana Baniciu
- Anna Lesko
- Cezar
- Cristina Rus
- Delia
- Edward Maya
- Elena Gheorghe
- Heaven
- Mandinga
- Smiley
- Mirela (Cat Music Spain)